# Kundu (tambor)

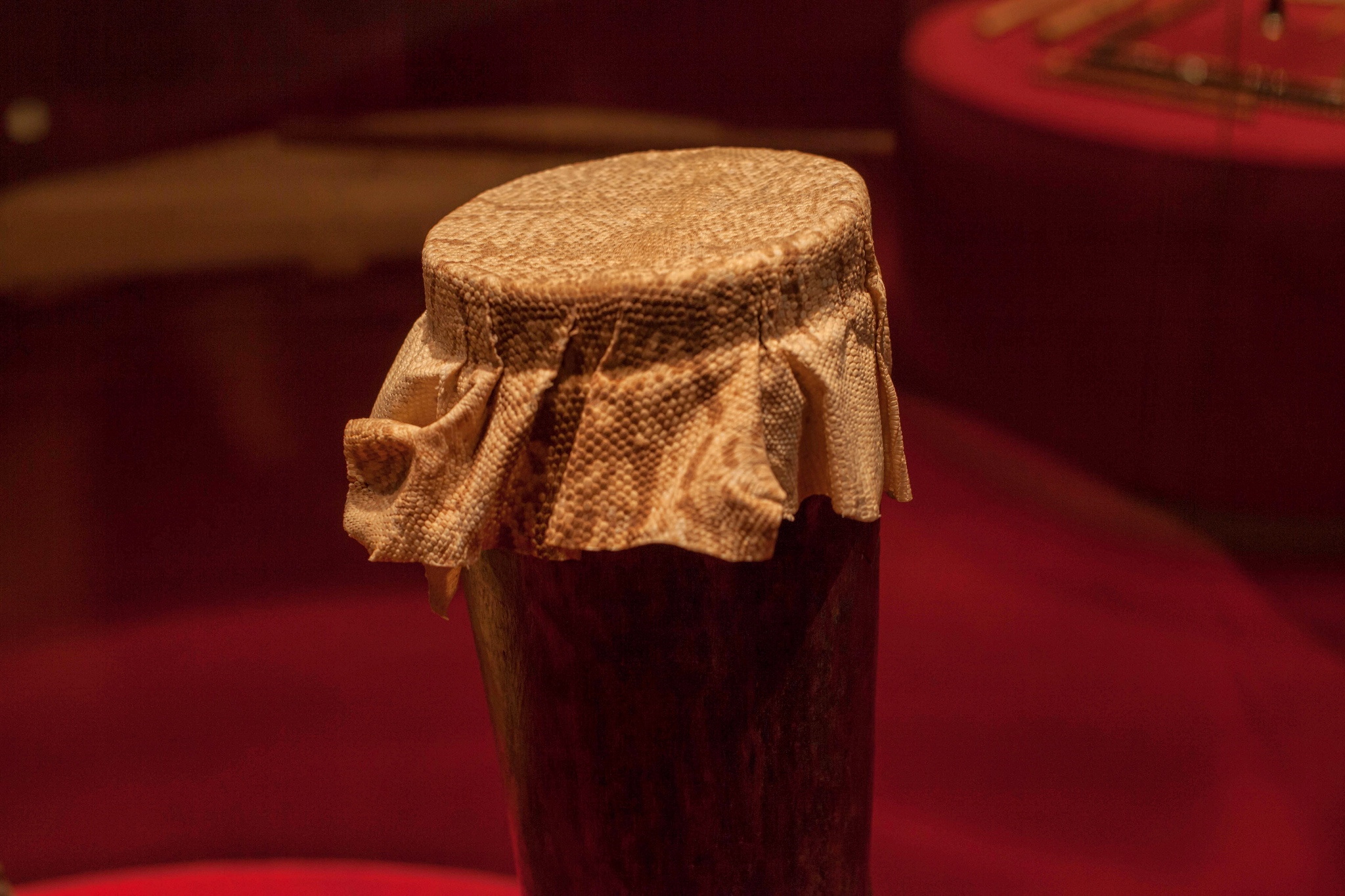
Kundu, tambor, al fons del Museu de la Música de Barcelona.

Kundu és el nom genèric a Nova Guinea utilitzat per anomenar el tambor. És una peça de fusta en forma de rellotge de sorra buida per dins, amb una membrana de pell de serp o llangardaix per generar el so. Té un mànec a la part més estreta del tambor per subjectar-lo. Sovint, el kundu és decorat amb figures animals a les seves vores. El mànec és generalment la part més decorada. La membrana ha de ser percudida per a generar so. El kundu és utilitzat en diverses ocasions religioses o civils. Pels papús, el so del kundu és la veu dels avantpassats. Aquest concepte és comú a tot el món d'Oceania. Les mides del kundu són molt variables. Alguns poden ser tocats amb un dit, mentre que altres poden arribar a ser tan alts com una persona. Aquest tambor és tan típic de Papua Nova Guinea que apareix a l'emblema nacional.